# Wyżni Podkrywański Chodnik

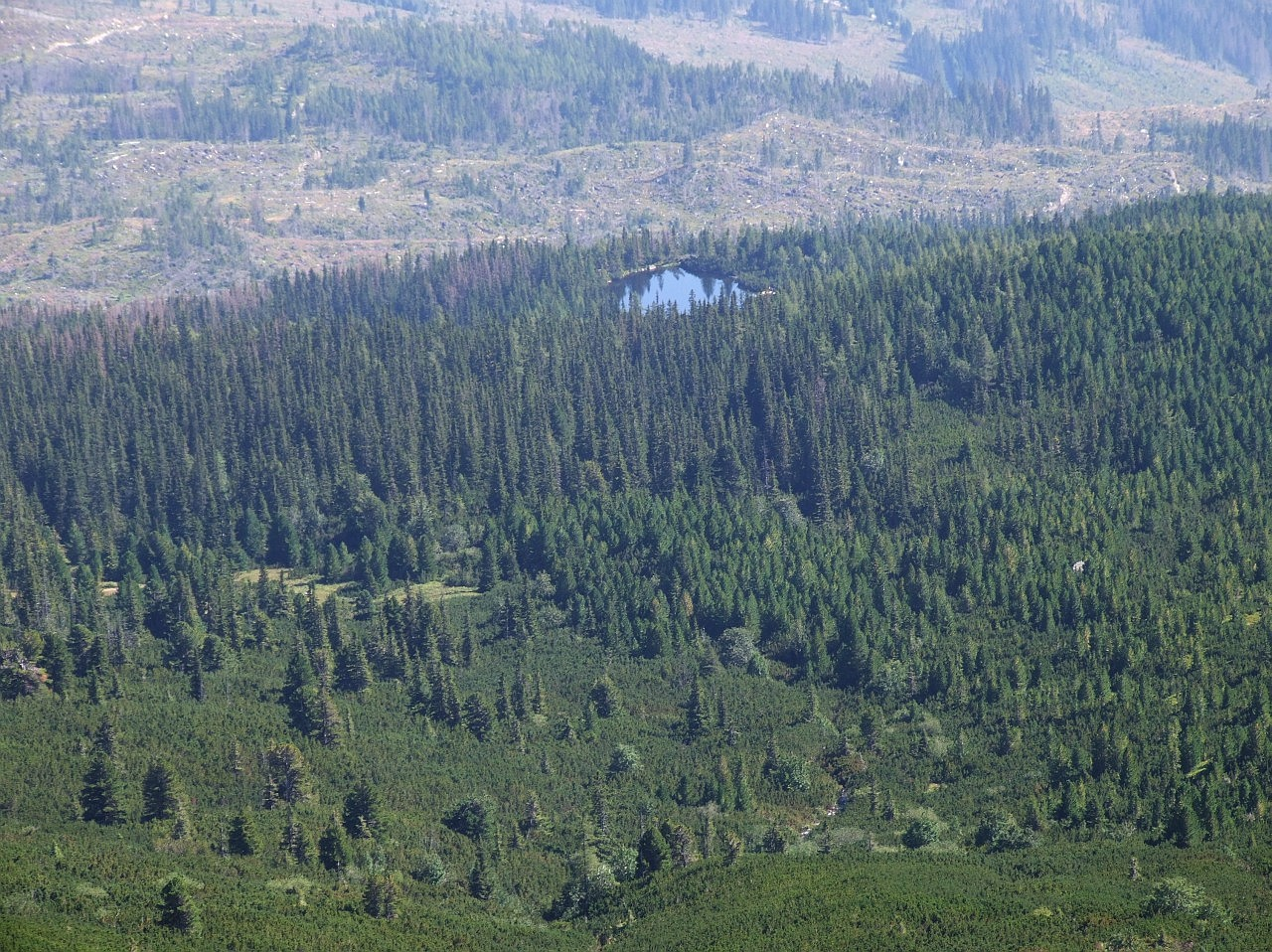
Jamski Staw i obszar, przez który przebiega Wyżni Podkrywański Chodnik

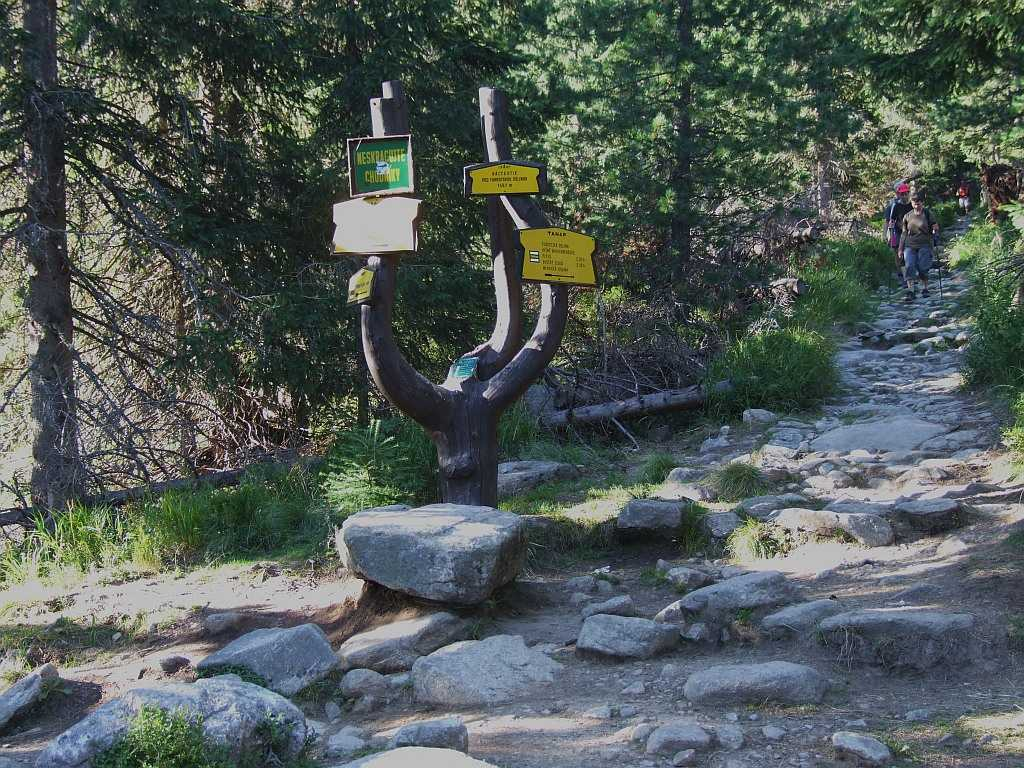
Rozdroże w Dolinie Furkotnej

Wyżni Podkrywański Chodnik (słow. Vyšný podkrivanský chodnik) – znakowany czerwono szlak turystyczny w słowackich Tatrach Wysokich, część Magistrali Tatrzańskiej od osady Podbańska do Szczyrbskiego Jeziora. Przebiega południowymi podnóżami Krywania i okolicznymi dolinami na wysokości 920–1457 m n.p.m. Wybudowany został w 1889, wówczas nosił nazwę „Reitweg” i był bardzo mylny. Błądził tu w 1906 r. Mieczysław Orłowicz, a w 1914 r. Jan Kasprowicz prowadzący na Krywań malarza Władysława Jarockiego. Przez cały dzień błąkali się perciami wydeptanymi przez woły, wreszcie zamiast na Krywań dotarli do Podbańskiej.
Szlak prowadzi cały czas przez las, jednak potężny wiatr w 2004 r. zmiótł znaczne połacie tego lasu, tak że przez dużą część trasy otwierają się rozległe widoki na Tatry i Liptów. W sierpniu w wiatrołomach zakwitają na różowo olbrzymie łany wierzbówki kiprzycy. Obecnie szlak jest bardzo dobrze oznakowany i istnieją na nim cztery nazwane rozdroża z podaną wysokością n.p.m., wiatami dla turystów i tabliczkami informacyjnymi szlaków:
- Trzy Źródła: Czas przejścia z Podbańskiej: 1:45 h, ↓ 1:30 h. Skrzyżowanie z zielonym szlakiem na Krywań przez Gronik i niebieskim do rozdroża pod Gronikiem w Dolinie Koprowej
- Rozdroże przy Jamskim Stawie. Czas przejścia od Trzech Źródeł: 1:45 h, ↓ 1:30 h. Skrzyżowanie z niebieskim szlakiem na Krywań przez Pawłowy Grzbiet
- Odgałęzienie niebieskiego szlaku do rozdroża Jambrichowo na Białym Wagu
- Rozdroże w Dolinie Furkotnej. Czas przejścia od rozdroża przy Jamskim Stawie: 35 min, ↓ 35 min. Czas przejścia do Szczyrbskiego Jeziora 40 min, ↓ 50 min.

Łączny czas przejścia całego Wyżniego Podkrywańskiego Chodnika od Podbańskiej do Szczyrbskiego Jeziora 4:45 h, ↓ 4:15 h (czasy przejść na podstawie mapy Tatry Wysokie słowackie i polskie).